# Dieter Bornschlegel
Dieter Bornschlegel (* 26. Januar 1954 in Dortmund) ist ein deutscher Rockgitarrist, Sänger, Komponist und Texter, der insbesondere im Zusammenhang mit der Ära deutscher Krautrockmusik Bekanntheit erlangte. Heute steht er vorwiegend mit Soloprojekten auf der Bühne.

## Leben
Bereits 1966, im Alter von zwölf Jahren, gab Bornschlegel, der seit seinem siebten Lebensjahr Gitarre spielt, sein erstes öffentliches Konzert mit der Dortmunder Band „The Dead Cops“ (später „Prestige“) gemeinsam mit seinem Bruder Josef Bornschlegel (Bass). Nach einer unvollendeten Lehre als technischer Zeichner arbeitete er unter anderem als Tierpfleger im Dortmunder Tierpark. 1970/71 studierte er am Konservatorium Dortmund. Mitte 1971 bis 1974 war er Mitglied der insbesondere in den USA und England erfolgreichen Hamburger Band Atlantis. Von 1976 bis 1979 und später noch einmal zwischen 1994 und 1997 stand Dieter Bornschlegel mit der einflussreichen Krautrockband Guru Guru auf internationalen Bühnen. Von 2001 bis 2005 arbeitete er mit „Dein Schatten“ an einem Gothic-/Industrial Soloprojekt.
Bornschlegel lebt in Marburg und tritt derzeit mit einer elektroakustischen Soloperformance auf. Darüber hinaus unterrichtet er Gitarre und gibt Trommelkurse an einer Musikschule in Fronhausen.

## Diskografie
Auswahl von Produktionen, an denen Bornschlegel als Gitarrist und Bandmitglied beteiligt war.
Eigenproduktionen:
- Bornschlegel: Turbolance (1997)
- Dein Schatten: Das Ewige Eis (2001)
- Dein Schatten: Propheten (2003)
- Dieter bornzero Bornschlegel: Live im Clubhaus (2015)

Mit Guru Guru:
- Live (1978)
- Wah Wah (1995)
- The very best of Guru Guru (1999)

Mit Atlantis:
- It’s getting better (1973)

Sonstige:
- Ramesh: The Beauty Of Our Madness (1980)
- Hattler, Kraus: Mind Movie (1991)
- Jazzkraut: Teutonal Jazz Rock Excursions (2011)
- Live Kraut: Live Rock Explosions from the Heyday of Krautrock! (2013)